# هاثور ۲۳۴۰

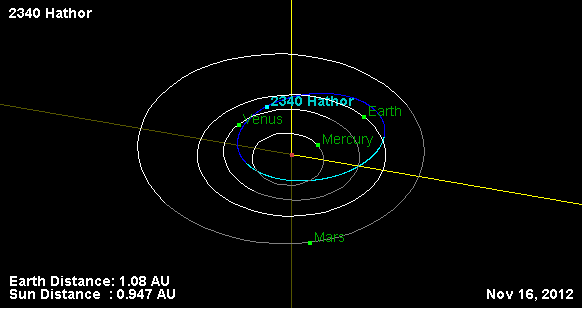
مدار سیارک ۲۳۴۰

سیارک ۲۳۴۰ (به انگلیسی: 2340 Hathor، نامگذاری:1976UA) دو هزار و سیصد و چهلمین سیارک کشف شده‌است که در ۲۲ اکتبر ۱۹۷۶ کشف شد.
قدر مطلق سیارک برابر ۱۹٫۲۰ است.